# 체퍼퀴딕
《체퍼퀴딕》(영어: Chappaquiddick)은 미국에서 제작된 존 커런 감독의 2017년 정치 드라마 영화이다. 제이슨 클라크, 케이트 메라, 에드 헬름스, 브루스 던, 짐 개피건, 클랜시 브라운, 올리비아 설비 등이 출연하였고, 마크 차디 등이 제작에 참여하였다.

## 출연
- 제이슨 클라크 - 테드 케네디 역
- 케이트 메라 - 메리 조 코페크니 역
- 에드 헬름스
- 브루스 던
- 짐 개피건
- 테일러 니컬스
- 클랜시 브라운
- 올리비아 설비
- 존 피오리
- 앤드리아 블랙먼

## 기타 제작진
- 총괄 제작: 크리스 펜턴
- 배역: 매리솔 론칼리, 메리 버뉴
- 미술: 존 P. 골드스미스
- 세트: 제니퍼 엥글